# Édouard Rowlandson
Édouard Rowlandson (ur. 20 lipca 1988 w Le Touquet-Paris-Plage) – francuski siatkarz, reprezentant kraju. W 2009 znalazł się w kadrze narodowej, która zdobyła wicemistrzostwo Europy.

## Osiągnięcia

### Osiągnięcia reprezentacyjne
- 2006 – 2. miejsce na mistrzostwach Europy kadetów; 6. miejsce na mistrzostwach świata kadetów
- 2007 – 2. miejsce na mistrzostwach Europy juniorów
- 2009 – 2. miejsce na mistrzostwach Europy w Turcji